# Jonathon Brooks
Jonathon Brooks (Hallettsville, 21 luglio 2003) è un giocatore di football americano statunitense che milita nel ruolo di running back per i Carolina Panthers della National Football League (NFL).

## Carriera universitaria
Nella sua prima stagione a Texas nel 2021, Brooks dispute 4 partite, correndo 21 volte per 143 yard e un touchdown. Nel 2022 disputò sette partite come terzo running back nelle gerarchie della squadra, dietro a Bijan Robinson e Roschon Johnson. Chiuse l’annata con 30 corse per 197 yard e 5 touchdown. Con Robinson e Johnson entrambi selezionati nel Draft NFL 2023, Brooks guadagnò più minuti in campo nel 2023 e a fine anno fu inserito nella seconda formazione ideale della Big 12 Conference.

## Carriera professionistica

### Carolina Panthers
Brooks fu scelto nel corso del secondo giro (46º assoluto) del Draft NFL 2024 dai Carolina Panthers. Il 27 agosto 2024 fu inserito nella lista degli infortuni non legati al football per recuperare dalla rottura del legamento crociato anteriore subita al college. Fu attivato il 6 novembre ma l'8 dicembre contro i Philadelphia Eagles si ruppe lo stesso legamento lesionato in precedenza. Chiuse così la sua prima stagione disputando tre partite, di cui una come titolare, con 22 yard corse e 3 passaggi ricevuti per 23 yard.
L'8 maggio 2025 fu annunciato che Brooks, non ancora ripresosi dall'infortunio precedente, avrebbe saltato l'intera stagione 2025.